# Itaewon Class
Itaewon Class (hangul: 이태원 클라쓰 Itaewon Keullasseu) – południowokoreański serial telewizyjny emitowany na antenie JTBC. Był emitowany od 31 stycznia do 21 marca 2020 roku, w piątki i soboty o 22:50, liczy 16 odcinków. Główne role odgrywają w nim Park Seo-joon, Kim Da-mi, Yoo Jae-myung i Kwon Na-ra. Seria została udostępniona za pośrednictwem platformy Netflix, także w Polsce.
Powstał w oparciu o webtoon o tym samym tytule, autorstwa Jo Gwang-jina. Był to pierwszy serial wyprodukowany przez firmę dystrybucyjną Showbox.
Ostatni odcinek osiągnął najwyższą oglądalność 16,548%, szóstą wśród seriali koreańskich spośród telewizji kablowych w dniu jego premiery.

## Fabuła
Itaewon Class opowiada historię byłego skazańca Park Sae-ro-yia (Park Seo-joon), którego życie zostało przewrócone do góry nogami po tym, jak został wydalony ze szkoły za uderzenie łobuza, a jego ojciec zginął w wypadku. Podążając w ślady ojca, otwiera bar/restaurację DanBam (Sweet Night) w Itaewon i wraz ze swoją menadżerką i pracownikami dąży do sukcesu.

## Obsada

### Główna
- Park Seo-joon jako Park Sae-ro-yi
- Kim Da-mi jako Jo Yi-seo
- Yoo Jae-myung jako Jang Dae-hee
- Kwon Na-ra jako Oh Soo-ah

### W pozostałych rolach
Pracownicy DanBam
- Kim Dong-hee jako Jang Geun-soo
- Ryu Kyung-soo jako Choi Seung-kwon
- Lee Joo-young jako Ma Hyeon-yi
- Chris Lyon jako Kim To-ni

Jangga Group
- Ahn Bo-hyun jako Jang Geun-won
- Kim Hye-eun jako Kang Min-jung
- Hong Seo-joon jako pan Mr. Kim
- Yoo Da-mi jako Kim Sun-ae

Inni
- Lee David jako Lee Ho-jin
- Kim Yeo-jin jako Jo Jeong-min
- Yoon Kyung-ho jako Oh Byeong-heon
- Choi Yu-ri jako Oh Hye-won
- Kim Mi-kyeong jako Kim Soon-rye
- Won Hyun-joon jako Kim Hee-hoon
- Han Hye-ji jako Kook Bok-hee

Cameo
- Solbin jako koleżanka z klasy Sae-ro-yia (odc. 1)
- Son Hyun-joo jako Park Sung-yeol (odc. 1–2 & 15)
- Hong Seok-cheon jako Hong Seok-cheon (odc. 2, 4, 9 & 16)
- Yoon Park jako Kim Sung-hyun (odc. 3)
- Cha Chung-hwa jako żona szefa biura (odc. 3)
- Im So-eun as przyjaciółka Bok-hee (odc. 5)
- Jung Yoo-min jako randka Geun-wona (odc. 6)
- Seo Eun-soo jako kandydat do pracy (odc. 6)
- Kim Il-joong jako on sam (odc. 11 & 13)
- Jeon No-min jako Do Joong-myung (odc. 11–12)
- Lee Jun-hyeok jako a Park Joon-gi (odc. 11–13)
- Park Bo-gum (odc. 16)

## Produkcja
Pierwsze czytanie scenariusza odbyło się w sierpniu 2019 roku, w budynku JTBC w Sangam-dong, w Seulu.

## Oglądalność
| No. | Data emisji           | Oglądalność (AGB Nielsen) |
| --- | --------------------- | ------------------------- |
| 1   | 31 stycznia 2020(dts) | 4,983%                    |
| 2   | 1 lutego 2020(dts)    | 5,330%                    |
| 3   | 7 lutego 2020(dts)    | 8,013%                    |
| 4   | 8 lutego 2020(dts)    | 9,382%                    |
| 5   | 14 lutego 2020(dts)   | 10,716%                   |
| 6   | 15 lutego 2020(dts)   | 11,608%                   |
| 7   | 21 lutego 2020(dts)   | 12,289%                   |
| 8   | 22 lutego 2020(dts)   | 12,562%                   |
| 9   | 28 lutego 2020(dts)   | 13,965%                   |
| 10  | 29 lutego 2020(dts)   | 14,760%                   |
| 11  | 6 marca 2020(dts)     | 13,798%                   |
| 12  | 7 marca 2020(dts)     | 13,398%                   |
| 13  | 13 marca 2020(dts)    | 13,101%                   |
| 14  | 14 marca 2020(dts)    | 14,197%                   |
| 15  | 20 marca 2020(dts)    | 14,661%                   |
| 16  | 21 marca 2020(dts)    | 16,548%                   |